# Розлач, Павел Иванович
Па́вел Ива́нович Ро́злач (укр. Павло Іванович Розлач, позывной — Медведь; 2 января 1988, Чернигов) — украинский военнослужащий, полковник, участник российско-украинской войны. Герой Украины (2025).

## Биография
Павел Розлач окончил Львовский институт Сухопутных войск Национального университета «Львовская политехника» в 2009 году по специальности «Боевое применение и управление действиями аэромобильных подразделений». С 2009 года проходил службу в 95-й отдельной аэромобильной бригаде, где командовал четвёртой ротой.
С апреля 2014 года добровольно участвовал в боевых действиях на востоке Украины. 3 октября 2014 года получил ранение в бою под Песками и проходил лечение в Черниговском военном госпитале. В 2015 году был назначен командиром батальона 95-й отдельной десантно-штурмовой бригады, став одним из самых молодых командиров батальона в ВСУ. В 2019 году уволился в запас.
С началом полномасштабного вторжения России в Украину в 2022 году вернулся на военную службу. Командовал 3-й батальонно-тактической группой 80-й отдельной десантно-штурмовой бригады. В 2023 году был назначен командиром новосозданной 82-й отдельной десантно-штурмовой бригады, участвовавшей в Запорожском контрнаступлении. В августе 2024 года возглавил 80-ю отдельную десантно-штурмовую бригаду. С мая 2025 года занимает должность заместителя командира 8-го корпуса Десантно-штурмовых войск ВСУ.

## Награды
- Звание «Герой Украины» с удостоением ордена «Золотая Звезда» (8 мая 2025) — за личное мужество и героизм, проявленные в защите государственного суверенитета и территориальной целостности Украины, верность военной присяге[3].
- Орден Богдана Хмельницкого I степени (14 сентября 2022) — за личное мужество и высокий профессионализм, проявленные в защите государственного суверенитета и территориальной целостности Украины, верность военной присяге[4].
- Орден Богдана Хмельницкого II степени (4 апреля 2022) — за личное мужество и высокий профессионализм, проявленные в защите государственного суверенитета и территориальной целостности Украины, верность военной присяге[5].
- Орден Богдана Хмельницкого III степени (4 декабря 2014) — за личное мужество и высокий профессионализм, проявленные в защите государственного суверенитета и территориальной целостности Украины, верность военной присяге[6].
- Орден «За мужество» III степени (4 июня 2022) — за личное мужество и самоотверженные действия, проявленные в защите государственного суверенитета и территориальной целостности Украины, верность военной присяге[7].